# Białoruś na Zimowych Igrzyskach Olimpijskich Młodzieży 2012
Białoruś na Zimowych Igrzyskach Olimpijskich Młodzieży 2012, które odbywały się w Innsbrucku reprezentowało 16 zawodników.

## Skład reprezentacji Białorusi

### Biathlon
Chłopcy
| Zawodnicy     | Konkurencja    | Bieg            | Bieg            | Miejsce         |
| Zawodnicy     | Konkurencja    | Czas            | Strzelanie      | Miejsce         |
| ------------- | -------------- | --------------- | --------------- | --------------- |
| Wiktar Krjuko | Sprint         | 20:53.0         | 2+0             | 13.             |
| Wiktar Krjuko | Bieg pościgowy | Dyskwalifikacja | Dyskwalifikacja | Dyskwalifikacja |
| Raman Małusza | Sprint         | 22:38.4         | 2+2             | 39.             |
| Raman Małusza | Bieg pościgowy | 35:30.4         | 0+1+2+1         | 38.             |

Dziewczęta
| Zawodniczki        | Konkurencja    | Bieg    | Bieg       | Miejsce |
| Zawodniczki        | Konkurencja    | Czas    | Strzelanie | Miejsce |
| ------------------ | -------------- | ------- | ---------- | ------- |
| Liudmiła Kiaura    | Sprint         | 20:02.4 | 0+2        | 26.     |
| Liudmiła Kiaura    | Bieg pościgowy | 34:51.9 | 0+1+5+2    | 34.     |
| Tatsiana Tryfanawa | Sprint         | 20:15.0 | 1+1        | 27.     |
| Tatsiana Tryfanawa | Bieg pościgowy | 33:58.7 | 2+1+4+2    | 26.     |

Sztafeta mieszana
| Zawodnicy                                                     | Konkurencja       | Bieg      | Bieg       | Miejsce |
| Zawodnicy                                                     | Konkurencja       | Czas      | Strzelanie | Miejsce |
| ------------------------------------------------------------- | ----------------- | --------- | ---------- | ------- |
| Tatsiana Tryfanawa Ludmiła Kiaura Wiktar Krjuko Raman Małusza | Sztafeta mieszana | 1:17:36.8 | 4+10       | 10.     |

### Biegi narciarskie
Chłopcy
| Zawodnik        | Konkurencja   | Kwalifikacje | Kwalifikacje | Ćwierćfinał | Ćwierćfinał | Półfinał      | Półfinał      | Finał         | Finał         |
| Zawodnik        | Konkurencja   | Wynik        | Miejsce      | Wynik       | Miejsce     | Wynik         | Miejsce       | Wynik         | Miejsce       |
| --------------- | ------------- | ------------ | ------------ | ----------- | ----------- | ------------- | ------------- | ------------- | ------------- |
| Maksim Hardzias | Sprint        | 1:47.28      | 16 Q         | 1:50.2      | 5.          | Nie awansował | Nie awansował | Nie awansował | Nie awansował |
| Maksim Hardzias | Bieg na 10 km |              |              |             |             |               |               | 34:00.4       | 35.           |

Dziewczęta
| Zawodniczka  | Konkurencja  | Kwalifikacje | Kwalifikacje | Ćwierćfinał | Ćwierćfinał | Półfinał       | Półfinał       | Finał          | Finał          |
| Zawodniczka  | Konkurencja  | Wynik        | Miejsce      | Wynik       | Miejsce     | Wynik          | Miejsce        | Wynik          | Miejsce        |
| ------------ | ------------ | ------------ | ------------ | ----------- | ----------- | -------------- | -------------- | -------------- | -------------- |
| Ina Łukonina | Sprint       | 2:05.07      | 21. Q        | 2:05.9      | 4.          | Nie awansowała | Nie awansowała | Nie awansowała | Nie awansowała |
| Ina Łukonina | Bieg na 5 km |              |              |             |             |                |                | 16:48.8        | 23.            |

Sztafeta mieszana z biathlonem
| Zawodnicy                                                  | Konkurencja                    | Bieg      | Bieg       | Miejsce |
| Zawodnicy                                                  | Konkurencja                    | Czas      | Strzelanie | Miejsce |
| ---------------------------------------------------------- | ------------------------------ | --------- | ---------- | ------- |
| Liudmiła Kiaura Ina Łukonina Wiktar Krjuko Maksim Hardzias | Sztafeta mieszana z biathlonem | 1:09:32.7 | 1+8        | 15.     |

### Hokej na lodzie
Chłopcy
| Zawodnik            | Konkurencja                         | Kwalifikacje | Kwalifikacje | Wielki finał  | Wielki finał  |
| Zawodnik            | Konkurencja                         | Punkty       | Miejsce      | Punkty        | Miejsce       |
| ------------------- | ----------------------------------- | ------------ | ------------ | ------------- | ------------- |
| Aleksiej Daszkewicz | Konkurs umiejętności indywidualnych | 11           | 9.           | Nie awansował | Nie awansował |

### Kombinacja norweska
Chłopcy
| Zawodnik        | Konkurencja   | Skok   | Skok    | Bieg   | Bieg       | Razem   | Razem   |
| Zawodnik        | Konkurencja   | Punkty | Pozycja | Strata | Czas biegu | Czas    | Miejsce |
| --------------- | ------------- | ------ | ------- | ------ | ---------- | ------- | ------- |
| Nikita Maladsou | Indywidualnie | 66.1   | 17.     | 4:46   | 29:06.7    | 33:52.7 | 15.     |

### Łyżwiarstwo figurowe
| Zawodnik                         | Konkurencja   | Program krótki | Program krótki | Program dowolny | Program dowolny | Razem | Miejsce |
| Zawodnik                         | Konkurencja   | Punkty         | Miejsce        | Punkty          | Miejsce         | Razem | Miejsce |
| -------------------------------- | ------------- | -------------- | -------------- | --------------- | --------------- | ----- | ------- |
| Eugenia Tkaczenka Jurij Gulitski | Pary taneczne | 31.90          | 10.            | 42.66           | 11.             | 74.56 | 10.     |

Zawody mieszane
| Drużyna                                                 | Konkurencja     | Soliści   | Soliści | Soliści | Solistki  | Solistki | Solistki | Pary taneczne | Pary taneczne | Pary taneczne | Razem | Miejsce |
| Drużyna                                                 | Konkurencja     | Punktacja | Pozycja | Punkty  | Punktacja | Pozycja  | Punkty   | Punktacja     | Pozycja       | Punkty        | Razem | Miejsce |
| ------------------------------------------------------- | --------------- | --------- | ------- | ------- | --------- | -------- | -------- | ------------- | ------------- | ------------- | ----- | ------- |
| Shōma Uno Jordan Bauth Eugenia Tkaczenka/Jurij Gulitski | Zawody mieszane | 112.72    | 2.      | 7       | 77.84     | 2.       | 7        | 44.36         | 7.            | 2             | 16    |         |

### Łyżwiarstwo szybkie
Chłopcy
| Zawodnicy       | Konkurencje | Wyścig 1 | Wyścig 2 | Razem   | Miejsce |
| --------------- | ----------- | -------- | -------- | ------- | ------- |
| Roman Dubovik   | 500 m       | 38.87    | 38.95    | 77.82   |         |
| Roman Dubovik   | 1500 m      |          |          | 2:02.47 | 6.      |
| Maksim Dubowski | 500 m       | 40.61    | 40.92    | 81.53   | 11.     |
| Maksim Dubowski | 3000 m      |          |          | 4:31.21 | 12.     |
| Maksim Dubowski | Bieg masowy |          |          | 7:19.41 | 12.     |

Dziewczęta
| Zawodniczki         | Konkurencje | Wyścig 1 | Wyścig 2 | Razem   | Miejsce |
| ------------------- | ----------- | -------- | -------- | ------- | ------- |
| Natalja Czramtsowa  | 500 m       | 45.61    | 46.39    | 92.00   | 13.     |
| Natalja Czramtsowa  | 3000 m      |          |          | 5:24.97 | 13.     |
| Anastazja Kapustyna | 3000 m      |          |          | 5:29.23 | 15.     |
| Anastazja Kapustyna | Bieg masowy |          |          | 6:26.11 | 19.     |

### Narciarstwo alpejskie
Dziewczęta
| Zawodniczki      | Konkurencja   | Wyniki          | Wyniki          | Wyniki          | Wyniki          |
| Zawodniczki      | Konkurencja   | Runda 1         | Runda 2         | Razem           | Miejsce         |
| ---------------- | ------------- | --------------- | --------------- | --------------- | --------------- |
| Anastazija Lesik | Slalom        | 47.56           | 44.63           | 1:32.19         | 17.             |
| Anastazija Lesik | Slalom gigant | Dyskwalifikacja | Dyskwalifikacja | Dyskwalifikacja | Dyskwalifikacja |

### Skoki narciarskie
Chłopcy
| Zawodnik            | Konkurencja   | Runda 1   | Runda 1 | Runda 2   | Runda 2 | Razem  | Razem   |
| Zawodnik            | Konkurencja   | Odległość | Punkty  | Odległość | Punkty  | Punkty | Miejsce |
| ------------------- | ------------- | --------- | ------- | --------- | ------- | ------ | ------- |
| Aliaksandr Meszetka | Indywidualnie | 45.5 m    | 46.5    | 46.5 m    | 48.9    | 95.4   | 22.     |